# Tommy Green (lekkoatleta)
Tommy Green, właśc. Thomas William Green (ur. 30 marca 1894 w Fareham, zm. 29 marca 1975 w Eastleigh) – brytyjski lekkoatleta chodziarz, mistrz olimpijski z Los Angeles.
Green miał dzieciństwo i młodość wypełnione nieszczęśliwymi wydarzeniami. Z powodu krzywicy nie mógł chodzić do ukończenia 5 lat. W 1906 sfałszował datę urodzenia, by móc zaciągnąć się do armii. Doznał w niej obrażeń wskutek upadku z konia i został zwolniony ze służby jako inwalida w 1910. W 1914 został powołany do wojska. Odniósł trzy rany i został zatruty gazem bojowym podczas służby we Francji.
Zajął się uprawianiem chodu sportowego stosunkowo późno. Pierwszy wyścig (z Worthing do Brighton) wygrał w 1926, gdy miał 32 lata. Później zwyciężał w chodach z Londynu do Brighton (4 razy), z Manchesteru do Blackpool (6 razy) i z Nottingham do Birmingham (6 razy), a także chód na 100 km w Mediolanie w 1930. W tym samym roku zdobył mistrzostwo Wielkiej Brytanii (RWA) w chodzie na 50 kilometrów.
Na igrzyskach olimpijskich w 1932 w Los Angeles konkurencja chodu na 50 kilometrów była rozgrywana po raz pierwszy. Green rozpoczął w spokojnym tempie i był w pewnym momencie o minutę za prowadzącymi. Konsekwentny marsz sprawił, że mijał kolejnych rywali i po 40 kilometrach prowadząca grupa składała się z trzech zawodników: Ugo Frigerio z Włoch, Jānisa Daliņša z Łotwy i Greena. Green przyspieszył i zwyciężył z ponad siedmiominutową przewagą. Miał wówczas ponad 38 lat.
Ubiegał się o nominację olimpijską przed igrzyskami w 1936 w Berlinie, ale w zawodach eliminacyjnych zajął 4. miejsce (kwalifikowało się pierwszych trzech zawodników).
Po zakończeniu kariery pracował w kolejnictwie.